# 피트 시거
피트 시거(Pete Seeger, 1919년 5월 3일 ~ 2014년 1월 27일)는 미국의 포크 음악가이다. 미국 포크 리바이벌의 선구자이며, 현대 미국 포크 음악의 시초가 되는 인물이다.
1940년대부터 전국의 라디오에서 활약했다. 1948년에 디 위버스(The Weavers)라는 그룹의 멤버로 활동하다가, 1950년대 초반에 탈퇴하고 솔로 활동을 하였다. 1950년대에도 다수의 히트곡을 냈다.
1960년대에는 활발한 인권 운동과 반전 평화 운동을 했으며, 이 시기의 곡들은 인권 문제를 다루고 있거나 전쟁에 반대하는 내용을 담은 경우가 많다. 현대 포크송 〈Where Have all the Flowers Gone〉과 〈If I Had a Hammer〉와 같은 곡을 작곡하였다. 90세를 넘긴 나이에도 환경 운동을 지속하는 등 계속 활동을 했으며, 가장 최근의 앨범은 2008년 9월 발매한 《At 89》이다.
2014년 1월 27일에 노환으로 사망하였다.